# Chondracanthus multituberculatus
Chondracanthus multituberculatus – gatunek widłonoga z rodziny Chondracanthidae. Nazwa naukowa tego gatunku skorupiaków została opublikowana w 1956 roku przez ukraińskiego zoologa Ołeksandra Markiewicza.